# Amtsgericht Augustusburg
Das Amtsgericht Augustusburg war ein Gericht der ordentlichen Gerichtsbarkeit und ein Amtsgericht in Sachsen mit Sitz in Augustusburg. Namensgebend war Schloss Augustusburg.

## Geschichte
In Schellenberg bestand bis 1879 das Gerichtsamt Augustusburg als Eingangsgericht. Im Rahmen der Reichsjustizgesetze wurden 1879 im Königreich Sachsen die Gerichtsämter aufgehoben und Amtsgerichte, darunter das Amtsgericht Augustusburg, geschaffen. Der Sprengel des Amtsgerichtes bestand aus Schellenberg (1899 in Augustusburg umbenannt) mit Schloss Augustusburg, Bernsdorf, Börnichen bei Augustusburg, Borstendorf, Colonie-Leubsdorf, Cunnersdorf, Dorfschellenberg mit Scheibe, Eppendorf mit Ebersbach, Neumühle und Tempel, Erdmannsdorf, Falkenau, Flöha mit Schweddey, Grünberg, Grünhainichen, Gückelsberg, Hennersdorf, Hohenfichte, Jägerhof, Leubsdorf mit Leubsdorfer Hammer, Oberschaar und Tannmühle, Marbach, Metzdorf, Plaue mit neuer Sorge, Waldkirchen mit Hölzelhäusern, Zschopenthal und für die Augustusburger, Plauer und Borstendorfer Forstreviere sowie anteilig das Lengefelder Forstrevier. Das Amtsgericht Augustusburg war eines von 16 Amtsgerichten im Bezirk des Landgerichtes Chemnitz. Der Amtsgerichtsbezirk umfasste danach 21.069 Einwohner. Das Gericht hatte damals eine Richterstelle und war ein kleines Amtsgericht im Landgerichtsbezirk.
Mit den Durchführungsbestimmungen zur Vereinfachung der Gerichtsorganisation im Land Sachsen vom 28. Mai 1951 zur Verordnung vom 5. Mai 1951 wurde das Amtsgericht Augustusburg zum Zweiggericht des Amtsgerichtes Oederan und nur noch für die freiwillige Gerichtsbarkeit zuständig. Im Jahre 1952 wurden das Amtsgericht Augustusburg in der DDR aufgehoben und das Kreisgericht Flöha an seiner Stelle neu geschaffen. Gerichtssprengel war nun der Kreis Flöha.

## Gerichtsgebäude

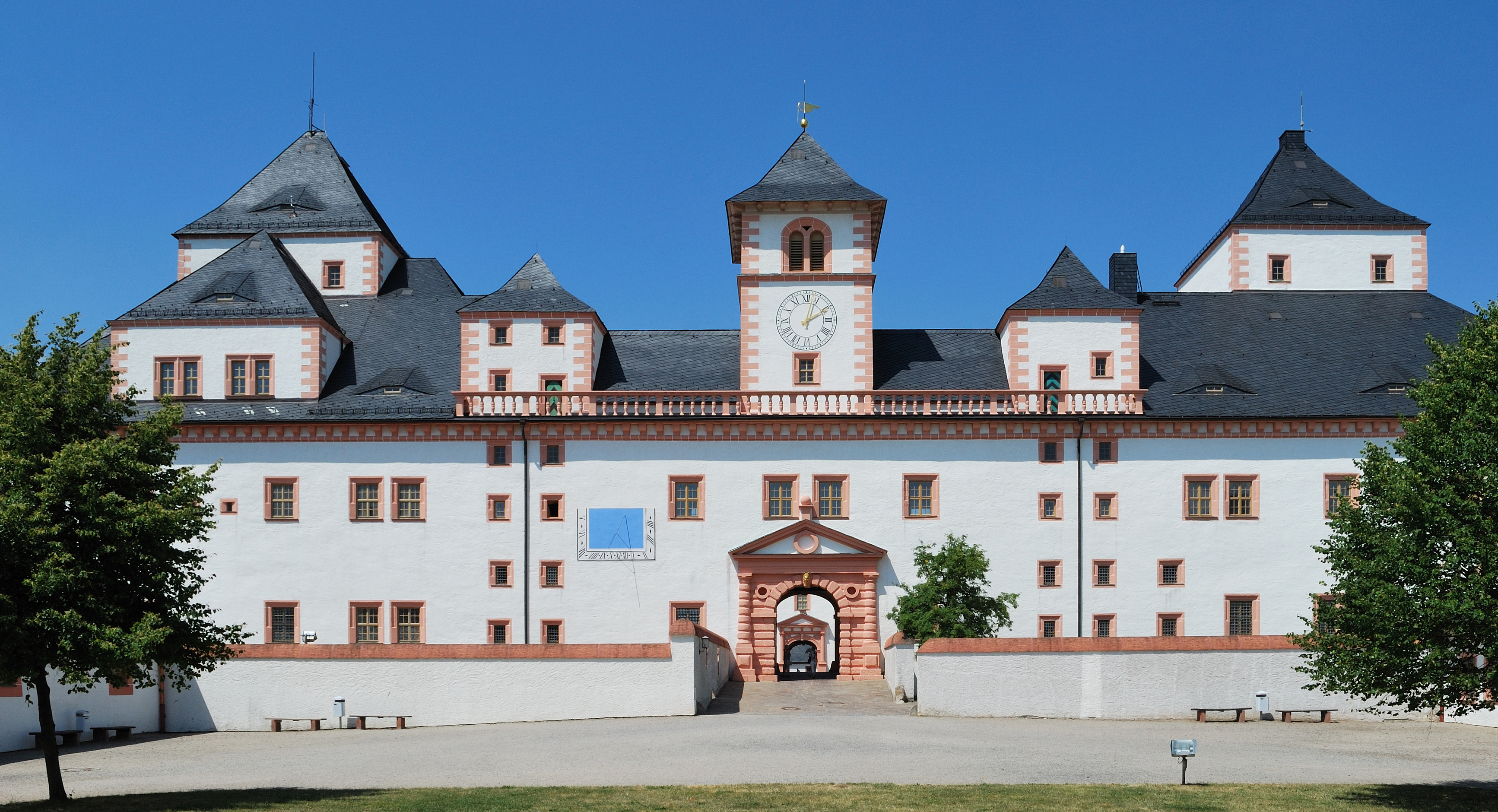
Augustusburg (2010)

Das Amtsgericht nutzte die Augustusburg als Gerichtsgebäude. Es steht unter Denkmalschutz.